# پیکرل (نبراسکا)
پیکرل(به انگلیسی: Pickrell) شهری در ایالت نبراسکا کشور ایالات متحده آمریکا است که جمعیت آن در سرشماری سال ۲۰۱۰ میلادی، ۱۹۹ نفر بوده‌است.